# Інерційна навігація

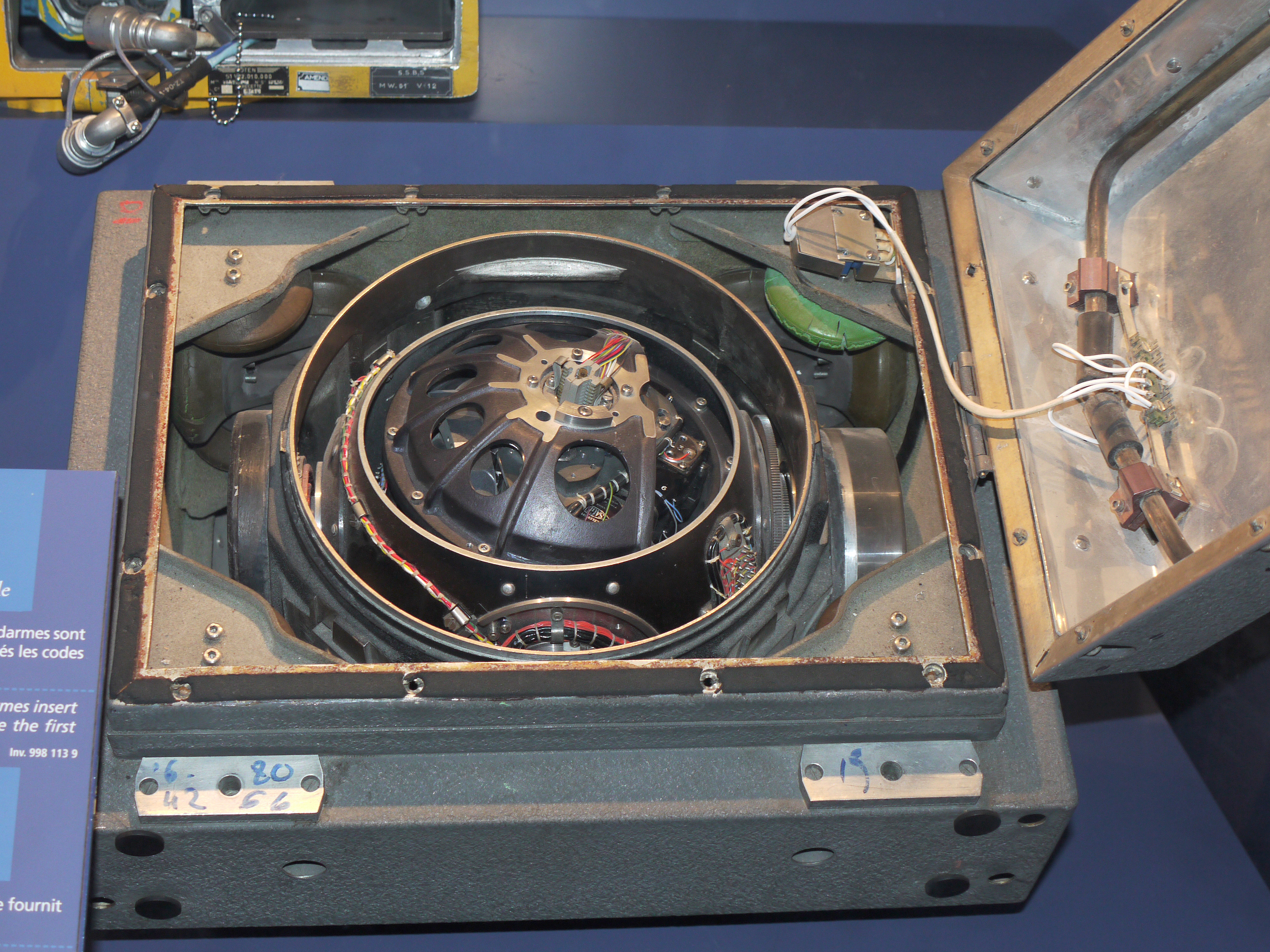
Інерційний навігаційний пристрій французької балістичної ракети S3 (ракета)

Інерційна навігація (також інерціальна навігація), в англомовній термінології INS (англ. Inertial navigation system) — метод навігації (визначення координат і параметрів руху різних об'єктів — кораблів, літаків, ракет та ін) і управління їх рухом, що ґрунтується на властивостях інерції тіл, який є автономним, тобто не вимагає наявності зовнішніх орієнтирів або сигналів, що надходять ззовні.
Неавтономні методи вирішення завдань навігації ґрунтуються на використанні зовнішніх орієнтирів або сигналів (наприклад, зірок, маяків, радіосигналів тощо). Ці методи в принципі досить прості, але у низці випадків не можуть бути здійснені через відсутність видимості або наявності перешкод для радіосигналів тощо. Необхідність створення автономних навігаційних систем стала причиною виникнення інерційних навігацій.

## Принцип дії
Сутність інерційної навігації полягає у визначенні прискорення об'єкта і його кутових швидкостей за допомогою встановлених на рухомому об'єкті приладів і пристроїв, а за цими даними — місцеположення (координат) цього об'єкта, його курсу, швидкості, пройденого шляху та ін, а також у визначенні параметрів, необхідних для стабілізації об'єкта і автоматичного керування його рухом. Це здійснюється за допомогою:
1. Датчиків лінійного прискорення (акселерометрів);
2. Гіроскопічних пристроїв, що відтворюють на об'єкті систему відліку (наприклад, за допомогою гіростабілізованої платформи) і дозволяють визначати кути повороту і нахилу об'єкта, використовувані для його стабілізації та управління рухом.
3. Обчислювальних пристроїв (ЕОМ), які за прискореннями (шляхом їх інтегрування) знаходять швидкість об'єкта, його координати та інші параметри руху;

Переваги методів інерційної навігації складаються в автономності, перешкодозахищеності і можливості повної автоматизації всіх процесів навігації. Завдяки цьому методи інерційної навігації отримують все ширше застосування при розв'язанні проблем навігації надводних суден, підводних човнів, літаків, космічних апаратів та інших рухомих об'єктів.

## Історія
Принципи інерційної навігації базуються на сформульованих ще Ньютоном законах механіки, яким підкоряється рух тіл щодо інерційної системи відліку (для рухів в межах Сонячної системи — щодо зірок).

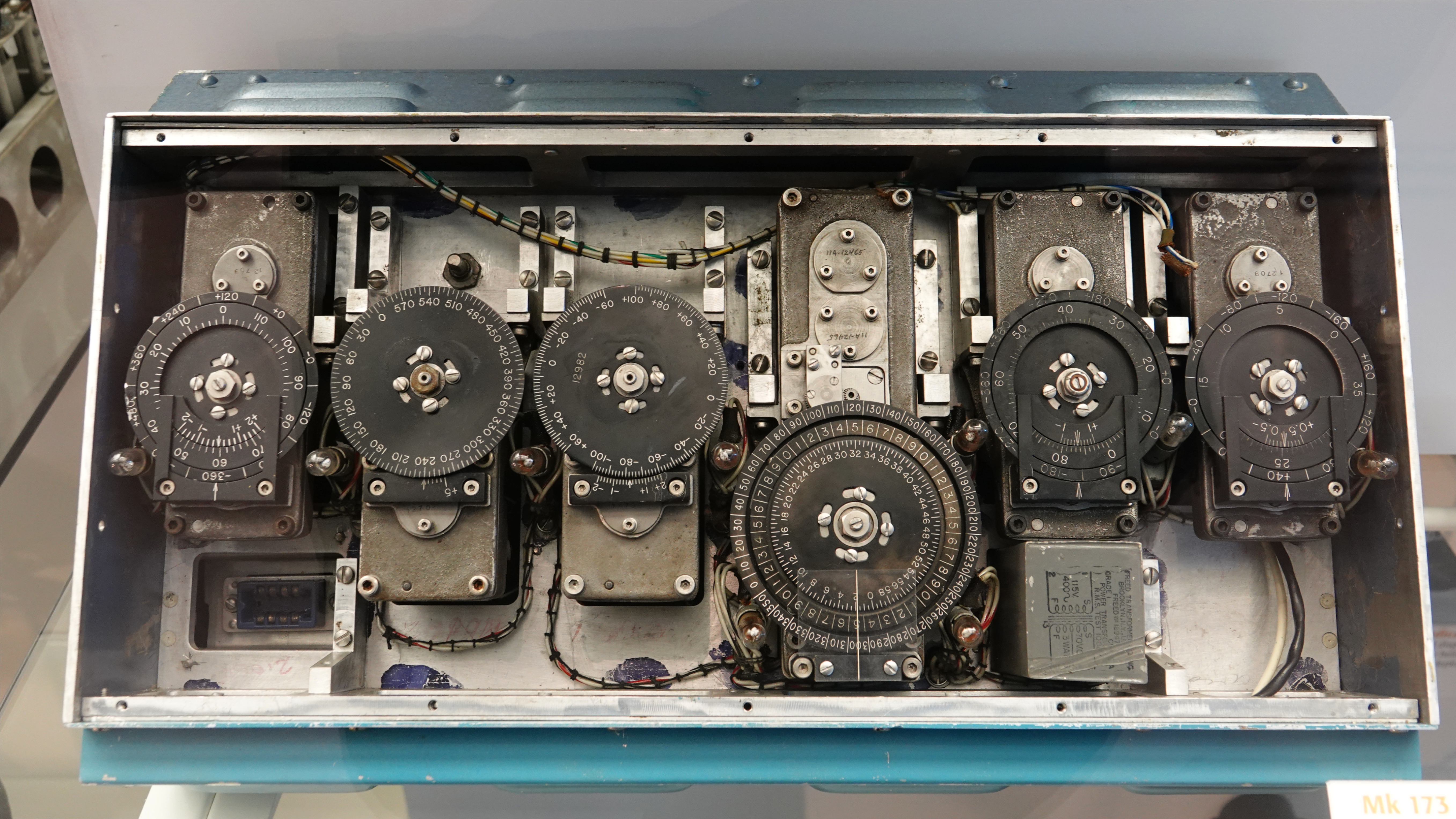
Інерційна навігаційна система 1950-тих років, розроблена в Массачусетському технологічному інституті

Розробка основ інерційній навігації припадає на 1930-ті роки. Великий внесок у неї внесли в СРСР Б. В. Булгаков, А. Ю. Ішлінський, Є. Б. Левенталь, Г. О. Фрідлендер, а за кордоном — німецький учений М. Шулер і американський — Чарльз Дрейпер. Значну роль в теоретичних основах інерційної навігації грає теорія стійкості механічних систем, великий внесок в яку внесли російські математики Ляпунов і Михайлов.
Практична реалізація методів інерційної навігації була пов'язана зі значними труднощами, викликаними необхідністю забезпечити високу точність і надійність роботи всіх пристроїв при заданих вазі та габаритах. Подолання цих труднощів стає можливим завдяки створенню спеціальних технічних засобів — інерційної навігаційної системи (ІНС).
Перший варіант практичної ІНС, розроблений в США в 50-ті роки, — кілька ящиків значних розмірів (включаючи обслуговуючу ЕОМ) — які, займаючи майже весь салон літака, вперше були випробувані під час перельоту з Нью-Бедфорда в Лос-Анджелес, автоматично керуючи літаком.

## Інерційні навігаційні системи

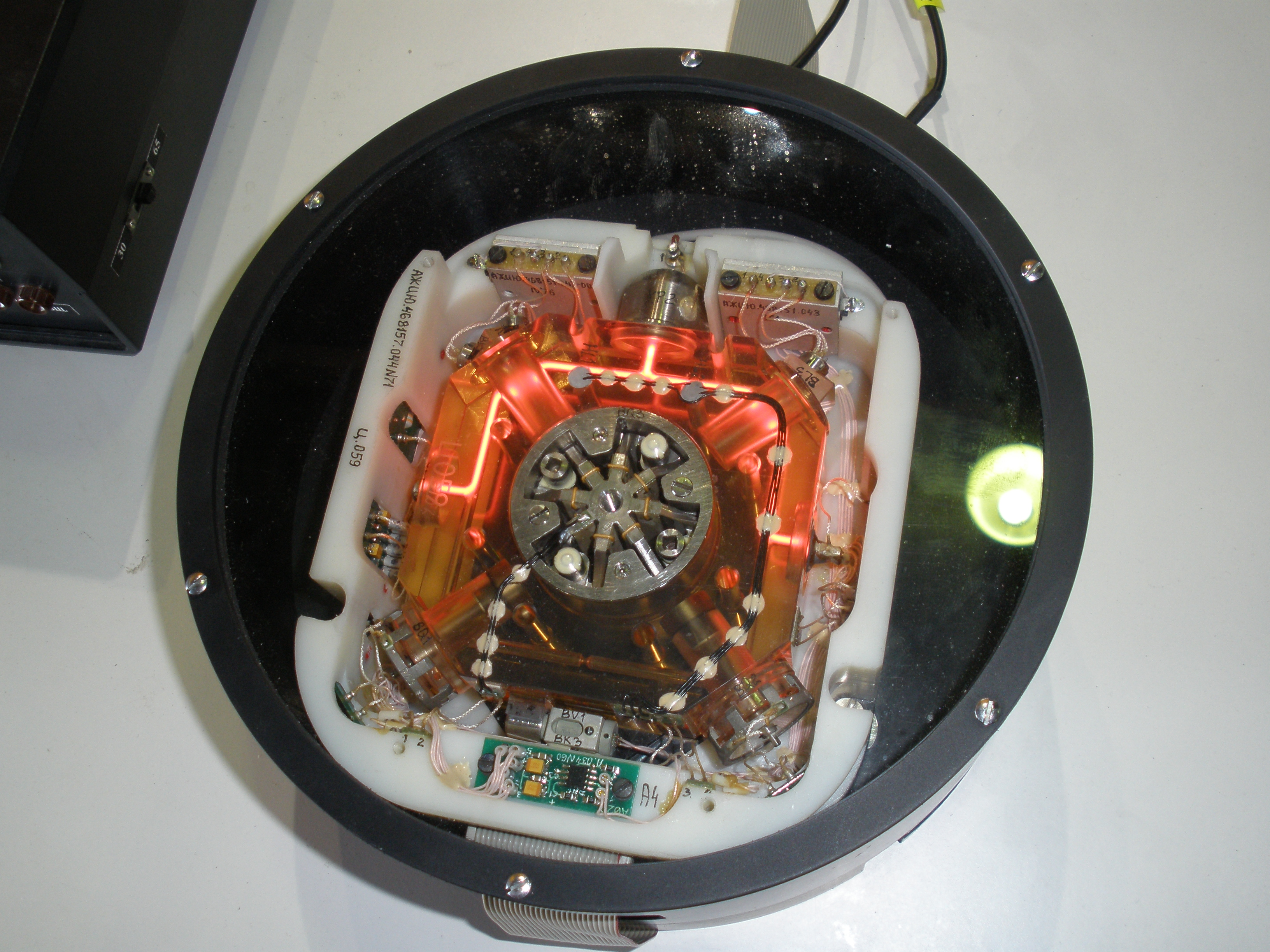
Кільцевий лазерний гіроскоп виробництва українського заводу «Арсенал»

Інерційні навігаційні системи (ІНС) мають у своєму складі датчики лінійного прискорення (акселерометри) і кутової швидкості (гіроскоп або пари акселерометрів, що вимірюють відцентрове прискорення). З їх допомогою можна визначити відхилення пов'язаної з корпусом приладу системи координат від системи координат, пов'язаної з Землею, отримавши кути орієнтації: рискання (курс), тангажу і крен. Лінійне відхилення координат у вигляді широти, довготи і висоти визначається шляхом інтегрування показань акселерометрів. Алгоритмічно ІНС складається з курсовертикалі і системи визначення координат. Курсовертикаль забезпечує можливість визначення орієнтації в географічній системі координат, що дозволяє правильно визначити положення об'єкта. При цьому в неї постійно повинні надходити дані про становище об'єкта.
Однак технічно система, як правило, не поділяється і акселерометри, наприклад, можуть використовуватися при виставці курсовертикальної частини.
Інерційні навігаційні системи діляться на гіростабілізовану платформу (Пінс) і безплатформну (БІНС).
У платформних ІНС взаємний зв'язок блоку вимірювачів прискорень і гіроскопічних пристроїв, що забезпечують орієнтацію акселерометрів в просторі, визначає тип інерційної системи. Відомі три основні типи платформних інерційних систем.
1. Інерційна система геометричного типу має дві платформи. Одна платформа з гіроскопами орієнтована і стабілізована в інерційному просторі, а друга з акселерометрами — відносно площини горизонту. Координати літака визначаються в обчислювачі з використанням даних про взаємне розташування платформ.
2. У інерційних системах аналітичного типу та акселерометри, і гіроскопи нерухомі в інерційному просторі (щодо як завгодно далеких зірок). Координати об'єкта отримуються в лічильно-обчислювальному пристрої, у якому обробляються сигнали, що знімаються з акселерометрів і пристроїв, що визначають поворот самого об'єкта щодо гіроскопів і акселерометрів.
3. Напіваналітична система має платформу, яка безперервно стабілізується за місцевим горизонтом. На платформі є і гіроскопи і акселерометри. Координати літака або іншого літального апарата визначаються в обчислювачі, розташованому поза платформою.

В БІНС акселерометри і гіроскопи жорстко пов'язані з корпусом приладу.
Передовою технологією у виробництві БІНС є технологія волоконно-оптичних гіроскопів (ВОГ), принцип дії яких заснований на ефект Саньяка. БІНС на базі таких гіроскопів не має рухомих частин, абсолютна безшумна, не вимагає спеціального обслуговування, має хороші показники напрацювання на відмову (до 80 000 годин у деяких моделей) і мале енергоспоживання (десятки Ватт). Технології ВОГ прийшли на зміну лазерно-кільцевим гіроскопам (ЛКГ), у яких рухливі частини і вимагають періодичного обслуговування з калібрування і заміні зношених вузлів і деталей, а також з відносно високим рівнем енергоспоживання.

## Інтегровані системи навігації
Для компенсації накопичення похибок в кутах орієнтації та координат, властивих ІНС, використовуються
дані інших навігаційних систем, зокрема супутникової системи навігації (СНС), радіонавігації, магнітометра (для отримання даних по курсу), одометра  (для отримання даних про пройдений шлях у наземному застосуванні). Комплексування даних від різних навігаційних систем здійснюється за алгоритмом, що базується, як правило, на фільтрі Калмана. Можливі різні реалізації таких систем, але спостерігається поступове зменшення масогабаритних характеристик.